# Mads Priisholm Bertelsen
 Mads Priisholm Bertelsen (født 18. december 1994)  er en dansk fodboldspiller for Tarup-Paarup i 2. Division. 
Den 4. september 2018 blev han af DBU udtaget til Danmarks midlertidige herrelandshold op til en testkamp mod Slovakiet den 5. september. Landsholdet blev primært sammensat af spillere fra 2. division og Danmarksserien som følge af en igangværende konflikt mellem Spillerforeningen og DBU.